# 22347 Mishinatakashi
22347 Mishinatakashi este o planetă minoră (asteroid), cu un diametru de 3,544 km, din centura de asteroizi. A fost descoperită pe 30 septembrie 1992 la Kitami Observatory⁠(d) de Kin Endate. 
Obiectul prezintă o orbită caracterizată de o semiaxă mare de 2,3707388 UAi, o excentricitate de 0,2, o înclinație de 2,15409 ° în raport cu ecliptica.